# Gorenji Log
Gorenji Log este o localitate din comuna Tolmin, Slovenia, cu o populație de 46 de locuitori.